# Symbolstein vom Kintore Kirkyard

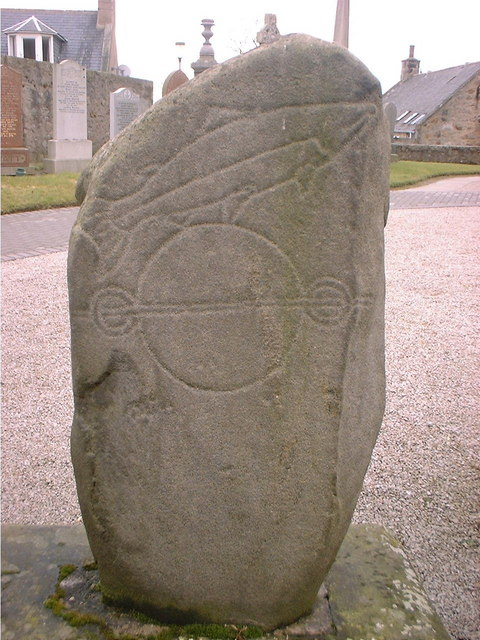
Symbolstein vom Kintore Kirkyard

Der Piktische Symbolstein vom Kintore Kirkyard steht im Zentrum von Kintore, in Aberdeenshire in Schottland, gleich hinter dem Friedhofseingang.
Der Granitblock trägt unkonventionellerweise auf beiden Seiten piktische Symbole. Die Abweichung der Ausführung weist darauf hin, dass die Seiten zu verschiedenen Zeiten durch verschiedene Künstler bearbeitet wurden. Auf einer Seite sind sie professionell ausgeführt. Dargestellt sind ein Fisch, in der irischen Mythologie das Symbol der Weisheit, und eine dreifache Scheibe oder das Symbol eines großen Kessels. Der Kesselhenkel hängt herab und der Fischschwanz wickelt sich um den Rand des Steines. Auf der anderen Seite sind ein Halbmond, ein V-Stab und ein „Pictish Beast“ von einem weniger begabten Künstler dargestellt.
Drei andere Symbolsteine wurden ebenfalls in Kintore gefunden. Einer steht im Inverurie Museum und zwei in den Nationalmuseen von Schottland in Edinburgh. Die letzteren wurden im 19. Jahrhundert in einem motteartigen Erdhügel gefunden, der beim Bau der Eisenbahn abgetragen wurde.
Der Zusammenhang zwischen einer Motte und den lokalen Symbolsteinen zeigt in den Jahrhunderten, die keine Aufzeichnung hinterlassen haben, die Bedeutung der Gegend um Inverurie als Machtzentrum in piktischer und normannischer Zeit an.